# Улица Академика Несмеянова
У́лица Акаде́мика Несмея́нова — улица в Юго-Западном административном округе города Москвы на территории Гагаринского района. Улица пролегает с северо-запада на юго-восток между Ленинским проспектом и улицей Вавилова.

## Происхождение названия
Названа 26 сентября 1980 года в честь химика-органика А. Н. Несмеянова (1889—1980), основателя и первого директора Института элементоорганических соединений, ныне носящего его имя и примыкающего к улице.